# 姆圖巴圖巴
姆圖巴圖巴是南非的城鎮，位於該國東北部，由夸祖魯-納塔爾省負責管轄，距離赫盧赫盧韋55公里，面積4.67平方公里，2001年人口2,020，人口密度每平方公里430人。